# Герасимов, Аркадий Петрович
Аркадий Петрович Гера́симов — советский физик, лауреат двух Сталинских премий (1951, 1953).

## Биография
Участник советского атомного проекта. С 1946 года работал в КБ-11 (с 1967 года ВНИИЭФ), Арзамас-16 (Саров). Первоначально руководил в НКС отделом по разработке исследовательской аппаратуры.
С 1948 году начальник конструкторского отдела газодинамического сектора НИС.
В 1953—1955 годах начальник отдела № 36 (научно-конструкторские разработки в интересах исследовательских отделов). В 1955—1958 годах начальник отдела № 46 (разработка конструкторской документации на экспериментальные заряды, установки и приборы).
В 1956 году по ходатайству Ю. Б. Харитона присвоена учёная степень кандидата технических наук без защиты диссертации и без сдачи кандидатских экзаменов.
С 1968 до середины 1970-х годах работал в отделе № 63 по разработке атомных зарядов и инициаторов термоядерных зарядов.

## Награды и премии
- Сталинская премия второй степени (1951) — за участие в разработке центральной части изделия РДС
- Сталинская премия второй степени (1953) — за разработку конструкции основных узлов изделии РДС-бс, РДС-4 и РДС-5
- орден Трудового Красного Знамени (1949).